# 1980-as magyar férfi vízilabda-bajnokság (másodosztály)
Az 1980-as magyar férfi másodosztályú vízilabda-bajnokságban tíz csapat indult el, a csapatok két kört játszottak.

## OB II/A Tabella
| #   | Csapat                | M  | Gy | D | V  | G+  | G-  | P  | Megjegyzés     |
| --- | --------------------- | -- | -- | - | -- | --- | --- | -- | -------------- |
| 1.  | Hódmezővásárhelyi VSE | 18 | 13 | 3 | 2  | 150 | 93  | 29 |                |
| 2.  | Tipográfia TE         | 18 | 13 | 2 | 3  | 104 | 75  | 28 |                |
| 3.  | Csatornázási Művek SK | 18 | 13 | 1 | 4  | 107 | 83  | 26 |                |
| 4.  | Ceglédi VSE           | 18 | 9  | 3 | 6  | 116 | 113 | 21 |                |
| 5.  | MAFC                  | 18 | 8  | 3 | 7  | 91  | 90  | 19 |                |
| 6.  | KSI                   | 18 | 7  | 4 | 7  | 101 | 85  | 18 |                |
| 7.  | Bánki Donát FSE       | 18 | 5  | 5 | 8  | 91  | 102 | 13 | 2 pont levonva |
| 8.  | Miskolci VSC          | 18 | 4  | 4 | 10 | 84  | 106 | 12 |                |
| 9.  | Kecskeméti SC         | 18 | 2  | 2 | 14 | 73  | 123 | 6  |                |
| 10. | Debreceni Dózsa       | 18 | 2  | 1 | 15 | 87  | 134 | 5  |                |

* M: Mérkőzés Gy: Győzelem D: Döntetlen V: Vereség G+: Dobott gól G-: Kapott gól P: Pont
Hódmezővásárhelyi VSE játékosai: Komáromi József; Vecseri Sándor; Kovács István; Cseri András; Madarasi Attila; Paku Péter; Éles Vilmos;
Honfi László; Rákos Sándor; ifj. Török Sándor; Pánczél Tamás; Keresztes Sándor; Szanda István;
Edző: Török Sándor

## OB II/B
Bajnokság végeredménye: 1.Egri Vízmű; 2.Külker SC; 3.Pécsi MSC; 4.Békéscsaba; 5.Siketek SC; 6.Kaposvári Rákóczi;